# Andrea Micheletti (Ruderer)
Andrea Micheletti (* 22. Juni 1991 in Gallarate) ist ein ehemaliger italienischer Ruderer.

## Biografie
Andrea Micheletti gewann bei den Mittelmeerspiele 2013 in Mersin die Bronzemedaille im Leichtgewichts-Doppelzweier. Bei den Olympischen Sommerspielen 2016 in Rio de Janeiro belegte er mit Marcello Miani in der Leichtgewichts-Doppelzweier-Regatta den achten Rang. Mit dem Leichtgewichts-Doppelvierer konnte er 2018 bei den Weltmeisterschaften in Plowdiw Silber gewinnen und in Glasgow ruderte er mit Catello Amarante, Paolo Di Girolamo und Matteo Mulas in der gleichen Bootsklasse zum Europameistertitel.